# Barkol Hu
Barkol Hu (chiń. 巴里坤湖; pinyin Balǐkūn Hú) – słono-gorzkie jezioro bezodpływowe w północno-zachodnich Chinach, w regionie autonomicznym Xinjiang, na terytorium powiatu autonomicznego Barkol.
Jezioro położone jest w pustynnej kotlinie śródgórskiej u północnych podnóży Karlik Shan i zajmuje powierzchnię ok. 140 km². Na brzegach występują rozległe bagna i sołonczaki, które obejmuje w sumie powierzchnię ok. 250 km².